# Betizu Taldea
Betizu Taldea - BT (Grup Betizu, en llengua basca) va ser un grup de música procedent del País Basc. El grup va sorgir dels guanyadors del concurs Betizu d'ETB 1 i va aconseguir una gran notorietat al País Basc.

## Història
El grup Betizu Taldea - BT es va crear l'any 2002. El grup va sorgir originàriament dels quatre guanyadors del concurs Betizu Mikel Zubimendi, Ainara Epelde, Leire Merino i Uxue Rodriguez. L'any 2003 es van unir al grup Jon Urbieta i Karla Duran. L'any 2004 van passar a ser integrants també Zuriñe Hidalgo, Telmo Idígoras, Elene Arandia, Amane Ibañez i Saida Rouan.
Entre els anys 2002 i 2005 el grup BT va treure 4 discos i va fer diversos concerts. El grup va aconseguir una gran notabilitat i coneixement, especialment per diverses de les seves cançons que es van fer molt conegudes. Sobretot per la cançó «Lokaleko leihotik», senzill del seu tercer disc Bizi Bizi (2004), que era interpretat per Zuriñe Hidalgo i Telmo Idígoras, i que es va convertir en un dels videoclips més reproduïts del panorama cultural basc. La cançó va ser fins i tot versionada per diferents artistes, entre ells el grup Sully Riot. També van aconseguir gran coneixement per altres senzills com «Esaidazu», part del seu primer disc BT 1.0 (2002/03), «Gora Gora Betizu» o «Kolperik jo gabe».
A causa de la seva gran notorietat, van participar com a convidats en diferents programes com en les gales de nadal i de nit de cap d'any de ETB, van donar el chupinazo d'algunes festes populares, ...
L'any 2021 diversos membres del grup es van tornar a unir per a donar un parell de concerts.

## Dissolució
L'any 2005 el grup BT va treure el seu últim disc titulat Gazteok. L'any 2005 el grup Betizu Taldea - BT es va canviar de nom com BT-Gazteok o Gazteok agafant el nom del seu quatre disc (encara que continuava sent BT). Des d'aquest moment BT-Gazteok va donar uns quants concerts més fins a mitjan any 2006.
Finalment el grup BT-Gazteok es va dissoldre definitivament l'any 2006. L'espai musical de BT-Gazteok va ser reemplaçat pel grup de música que van formar els quatre guanyadors del concurs musical Egin kantu! (Maialen Diez, Oihan Larraza, Beñat Urkiola y Ane Gonzalez), grup que va treure un parell de discos (un d'ells va tenir la col·laboració especial de Telmo Idígoras) i que va fer diferents concerts.

## Membres[calcitació]
- Mikel Zubimendi (2002-2005/06)
- Ainara Epelde (2002-2005/06)
- Leire Merino (2002-2005/06)
- Uxue Rodriguez (2002-2005/06)
- Jon Urbieta (2003-2005/06)
- Karla Duran (2003-2005/06)
- Zuriñe Hidalgo (2004-2005/06)
- Telmo Idígoras (2004-2005/06)
- Elene Arandia (2004-2005/06)
- Amane Ibañez (2004-2005/06)
- Saida Rouan (2004-2005/06)

## Discografia
- BT 1.0 (2002/03)[12]
- Garaje Sound (2003)
- Bizi Bizi (2004)
- Gazteok (2005)[13]